# Rødekro Kommune
| Daten     | Daten             |
| --------- | ----------------- |
| Fläche    | 201,71 km² (2005) |
| Einwohner | 11.695 (2005)     |

Die Rødekro Kommune (deutsch Rothenkrug) war eine Kommune in Sønderjyllands Amt/Nordschleswig, Dänemark. Sie entstand 1970 durch Zusammenlegung der Landgemeinden Egvad (deutsch Eckwatt), Hellevad (Hellewatt), Hjordkær (Jordkirch), Øster Løgum (Osterlügum) und dem größten Teil von Rise (dt. Ries). Seit 2007 ist sie Teil von Aabenraa Kommune (Apenrade).

## Geschichte
Der Ort Rødekro entstand erst, nachdem 1864 die Eisenbahn von Flensburg nach Fredericia fertiggestellt und 1869 eine Stichbahn in die sechs Kilometer entfernte Hafenstadt Aabenraa gebaut wurde. Vor allem auf Kosten der letzteren entwickelte sich Rødekro zu einem klassischen Bahnhofsort. Im 20. Jahrhundert wuchs die Bedeutung, zumal sich immer mehr Verkehr auf die Straße verlagerte und sich zahlreiche Betriebe im preiswerten und leicht zugänglichen Areal des Ortes niederließen. Verstärkt wurde diese Funktion durch den Bau der E 45, die den Ort noch stärker zum Verkehrsknotenpunkt machte.
Eine eigenständige Gemeinde bildete Rødekro jedoch noch nicht. Von 1871 bis 1920 war die Siedlung auf die Landgemeinden Lunderup und Brunde aufgeteilt. Nachdem diese 1920 zur Landgemeinde Rise vereinigt worden waren, wuchs der Ort weiter und überschritt teilweise die Grenze zum Nachbarkirchspiel Hjordkær. Erst die Kommunalreform 1970 brachte Rødekro einheitliche Verwaltungsstrukturen. Der Ort war das wirtschaftliche Zentrum der neuen, aus fünf Kirchspielen gebildeten Kommune und gab dieser sogar seinen Namen.
2007 vereinigten sich die Kommunen Rødekro, Lundtoft, Bov, Tinglev und Aabenraa zur neuen Kommune Aabenraa mit etwa 60.000 Einwohnern, wobei die traditionsreiche Hafenstadt das Zentrum bildet. Zur ersten Bürgermeisterin wurde allerdings bei den Kommunalwahlen 2005 und 2009 die vormalige Rødekroer Bürgermeisterin Tove Larsen (Sozialdemokraten) gewählt.

## Ansässige Unternehmen
- Southern Spars Europe A/S, 1979 gegründet als Nordic Masts in Aabenraa, ein high-tech Mastenbauer, der carbon-fiber Masten für Rennyachten produziert, 30 Beschäftigte